# Cratere Hadisha
Hadisha  è un cratere sulla superficie di Venere.